# Dofí tricolor
El dofí tricolor o dofí de Heinsohn (Orcaella heinsohni) és una espècie de dofí descrita científicament el 2005, estretament relacionada amb el cap d'olla de l'Irauadi (O. brevirostris). Se li assembla molt i abans de definir-la com a espècie nova, es creia que formaven una única espècie. Tanmateix, O. heinsohni és tricolor, mentre que el cap d'olla de l'Irauadi només té dos colors. El crani i les aletes també presenten diferències menors entre ambdues espècies. L'estudi del crani de 124 espècimens d'Orcaella va demostrar que hi havia diferències entre els que s'havien trobat a Austràlia (també un espècimen de Papua Nova Guinea) i els cranis d'individus que vivien en hàbitats costaners o fluvials d'Àsia.
Un estudi genètic també va mostrar diferències en el DNA mitocondrial dels dos grups d'individus. Després de la publicació de l'article de 2005 van sorgir alguns dubtes sobre l'estudi genètic, que estava basat en vint-i-quatre mostres del sud-est d'Àsia i quatre d'Austràlia, una de les quals procedia d'un espècimen localitzat a l'estat federal australià del Territori del Nord, prop de la ciutat de Darwin, i que podria no pertànyer a la nova espècie. Per confirmar-ho es va aconseguir prendre mostres de la pell d'individus del Territori del Nord i de la costa nord-occidental australiana. Les mostres es van prendre seguint un sistema dissenyat especialment per a cetacis de dimensions petites.
No es coneix prou bé l'estructura de totes les poblacions de dofí tricolor ni s'ha confirmat encara l'existència de poblacions d'aquesta espècia a Papua Nova Guinea, d'on només consta un espècimen. To i amb això, es troba a la llista d'espècies gairebé amençades de la Unió Internacional per a la Conservació de la Natura (UICN).